# Liste der Bodendenkmäler in Delbrück
Die Liste der Bodendenkmäler in Delbrück enthält die denkmalgeschützten unterirdischen baulichen Anlagen, Reste oberirdischer baulicher Anlagen, Zeugnisse tierischen und pflanzlichen Lebens und paläontologischen Reste auf dem Gebiet der Stadt Delbrück im Kreis Paderborn in Nordrhein-Westfalen (Stand: September 2020). Diese Bodendenkmäler sind in Teil B der Denkmalliste der Stadt Delbrück eingetragen; Grundlage für die Aufnahme ist das Denkmalschutzgesetz Nordrhein-Westfalen (DSchG NRW).
| Bild           | Bezeichnung                         | Lage                            | Beschreibung | Bauzeit              | Eingetragen seit | Denkmal- nummer |
| -------------- | ----------------------------------- | ------------------------------- | ------------ | -------------------- | ---------------- | --------------- |
|                | Vier Grabhügel                      | Westerloh Große Heide           |              |                      | 14.03.1990       | 1               |
|                | Windmühlenhügel                     | Ostenland Große Heide           |              |                      | 14.03.1990       | 2               |
|                | Zwei Grabhügel                      | Westerloh/Ostenland Große Heide |              |                      | 14.03.1990       | 3               |
|                | Urnenfriedhof Laackmanns Feld       | Westenholz                      |              |                      | 14.03.1990       | 4               |
|                | Drei Grabhügel                      | Ostenland Seglingsheide         | gelöscht     |                      | 14.03.1990       | 5               |
|                | Drei Grabhügel                      | Delbrück Bracke/Rellerbrink     |              |                      | 14.03.1990       | 6               |
|                | Ein Grabhügel                       | Ostenland/Delbrück Rellerbrink  |              |                      | 14.03.1990       | 7               |
|                | Brandgräberfeld Heihoffs Feld       | Westenholz                      |              |                      | 14.03.1990       | 8               |
|                | Siedlungsplatz Obern Heide          | Westenholz                      |              |                      | 14.03.1990       | 9               |
| weitere Bilder | Römisches Militärlager              | Anreppen Westerfeld Karte       |              | 4 n. Chr. – 9 n. Ch. | 14.03.1990       | 10              |
| weitere Bilder | Wallburg Boke                       | Boke Hünenberg Karte            |              |                      | 28.05.1990       | 11              |
|                | Burg- und Schloßplatz               | Boke                            |              |                      | 14.03.1990       | 12              |
|                | Eisenzeitlicher Kreisgrabenfriedhof | Anreppen                        |              |                      | 17.08.2011       | 13              |